# Кубок Дружбы по пляжному футболу
Кубок Дружбы по пляжному футболу (бел. Кубак сяброўства) — турнир по пляжному футболу для мужских команд, который ежегодно проводился с 2010 по 2017 год в городе Витебск, Беларусь. Турнир был включён в календарь Всемирной организации пляжного футбола.

## История
Первый розыгрыш турнира состоялся в 2010 году на призы Белорусской федерации футбола и Витебского облисполкома и стал первым международным турниром по пляжному футболу в Беларуси. Матчи проходили на недавно открытом стадионе у реки Витьба в Витебске, вмещающем 450 зрителей. На первом турнире играло 5 команд, а победу одержали хозяева — сборная Беларуси. В следующем году турнир был расширен до восьми команд. Победу одержала сборная Украины.
Третий розыгрыш вновь остался за Беларусью, после чего трижды победу одерживала сборная Ирана. В 2016 году турнир не состоялся. Последний розыгрыш прошёл в 2017 году, где победила белорусская сборная.

## Результаты
| №   | Год  | Уч. | Призёры    | Призёры     | Призёры               | Призёры                 |
| №   | Год  | Уч. | Победитель | 2-е место   | 3-е место             | 4-е место               |
| --- | ---- | --- | ---------- | ----------- | --------------------- | ----------------------- |
| I   | 2010 | 5   | Беларусь   | Латвия      | Литва                 | Калининградская область |
| II  | 2011 | 8   | Украина    | Польша      | Беларусь              | Молдова                 |
| III | 2012 | 4   | Беларусь   | Азербайджан | Сборная клубов Польши | Сборная стран Балтии    |
| IV  | 2013 | 6   | Иран       | Украина     | ОАЭ                   | Беларусь                |
| V   | 2014 | 3   | Иран       | Беларусь    | Чехия                 | —                       |
| VI  | 2015 | 4   | Иран       | Беларусь    | Эстония               | Турция                  |
| VII | 2017 | 4   | Беларусь   | Турция      | Азербайджан           | Литва                   |

## Индивидуальные награды
| Год  | Лучший игрок                 | Лучший бомбардир                                                   | Лучший вратарь               |
| ---- | ---------------------------- | ------------------------------------------------------------------ | ---------------------------- |
| 2010 |                              | Андис Дамбровскис (Латвия)                                         | Дмитрий Шалковский (Литва)   |
| 2011 | Олег Зборовский (Украина)    | Олег Зборовский (Украина)                                          | Марек Горецки (Польша)       |
| 2012 |                              | Сергей Васильев (Балтия)                                           | Эльчин Гасымов (Азербайджан) |
| 2015 | Иван Константинов (Беларусь) | Амир Акбари (Иран) Марко Труусалу (Эстония) Мохаммад Моради (Иран) | Хамид Бехзадпур (Иран)       |
| 2017 | Барыш Терзиоглу (Турция)     | Игорь Бриштель (Беларусь)                                          | Эльчин Гасымов (Азербайджан) |